# Inkrementell säkerhetskopiering
Inkrementell säkerhetskopiering, från engelskans incremental backup, är en metod för säkerhetskopiering som innebär att endast de ändringar som gjorts sedan den senaste säkerhetskopieringen sparas. Denna typ av säkerhetskopiering används ofta som daglig säkerhetskopia efter dagens arbete, och gäller de filer som ändrats och/eller de filer som tillkommit sedan den senaste säkerhetskopieringen utfördes. Denna typ av säkerhetskopiering är ett komplement till en fullständig säkerhetskopiering.
Differentiell inkrementell säkerhetskopiering är en särskild form av inkrementell säkerhetskopiering för att spara det som ändrats sedan den senaste totala eller inkrementella säkerhetskopieringen. En kumulativ inkrementell säkerhetskopiering är dock att föredra vid en eventuell hårddiskkrasch, då man bara behöver läsa tillbaka den senast körda inkrementella säkerhetskopieringen, förutom den fullständiga säkerhetskopieringen som kördes allra först.